# Радио Jazz
Радио Jazz — российская радиостанция, осуществляющая вещание в Москве и ряде других городов России.

## История
Принадлежавшая холдингу "Металлинвест" радиочастота в сентябре 2002 года была продано медиахолдингу Arnold Prize Group с сохранением формата. До весны 2014 года она принадлежала «Arnold-Prize Group», владевшей также Радио Classic, лицензии были оформлены на ООО «Стайл Медиа».
6 апреля 2014 года обе станции были приобретены АНО «Информационный центр радиовещания, искусства и культуры „Вера, надежда, любовь“» за сумму около 15—20 млн $.
25 апреля 2014 года сообщалось о том, что для станций «Радио Джаз» и «Радио Классик» был найден новый покупатель, им должен был стать основатель инвесткомпании Marshall Capital Константин Малофеев.
23 июля 2014 года «Радио Джаз» была перепродана ЗАО «Мультимедиа-холдинг» Виталия Богданова. В состав холдинга входит Наше радио, станции Best FM, Rock FM и Радио Ultra (работает в режиме интернет-вещания), а также российское информационное агентство — Национальная служба новостей («НСН»).

## Аудитория и формат радиостанции
Формат радиостанции — практически все направления джаза: вокальная и инструментальная классика, кул-джаз, би-боп, смуз-джаз и блюз.
Среди слушателей встречаются как мужчины, так и женщины, хотя первых несколько больше (61 %). По возрасту это преимущественно люди среднего (25—45 лет) и старшего (45—65 лет) возраста. Ежедневная аудитория радиостанции по данным TNS Russia за 2015 год составила 366 тыс. человек. Месячный охват — 1,4 млн человек.

## Города вещания
- Москва — 89,1 МГц
- Ангарск — 106,8 МГц
- Димитровград — 99,2 МГц
- Севастополь — 87,7 МГц
- Симферополь — 103,1 МГц
- Тверь — 89,8 МГц
- Томск — 99,6 МГц
- Туапсе — 95,8 МГц
- Феодосия — 98,5 МГц
- Ялта — 94,8 МГц